# Purut
Purut is een bestuurslaag in het regentschap Probolinggo van de provincie Oost-Java, Indonesië. Purut telt 5225 inwoners (volkstelling 2010).